# Angelica Balabanoff

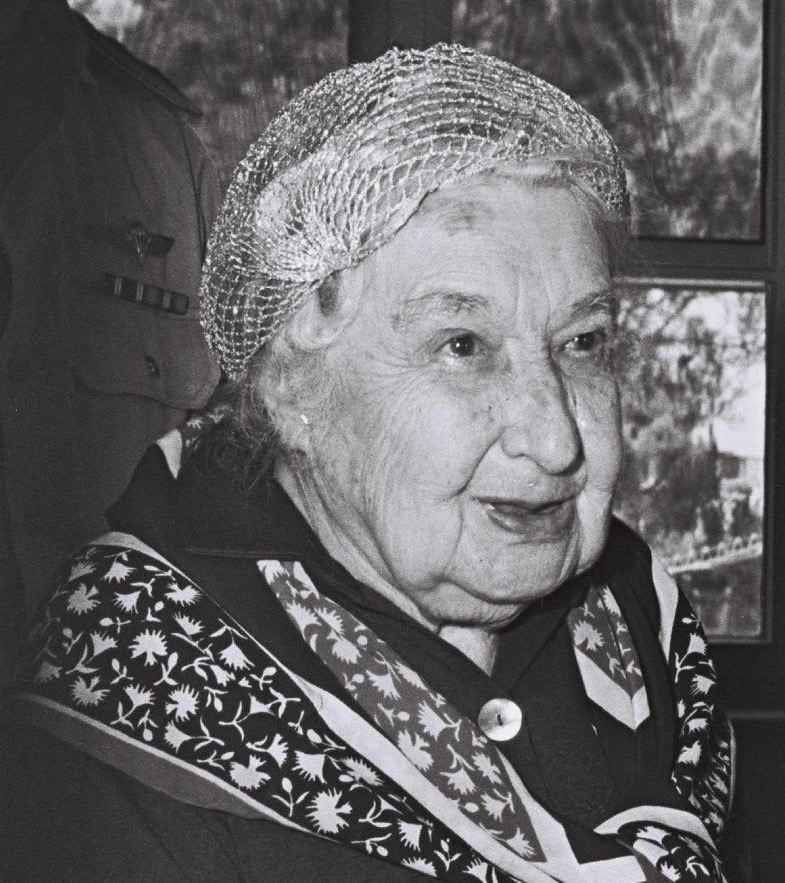
A imagem mostra Angelina Balabanoff, para o artigo e de extrema importância ter uma imagem que a represente.

Angelica Balabanoff (ou Balabanov, Balabanova; em russo: Анжелика Балабанова - Anzhelika Balabanova; 1878, Chernihiv - 25 de novembro de 1965, Roma) foi uma ativista comunista e social-democrata judia-italiana.

## Atividades revolucionárias
Balabanoff foi exposta a ideias radicais desde quando era uma estudante universitária em Bruxelas. Ela morou em Roma e começou a organizar operários em uma indústria têxtil, juntando-se ao Partido Socialista Italiano (PSI) em 1900, tornando-se intimamente associada com líderes como Antonio Labriola, Giacinto Menotti Serrati, Benito Mussolini (a quem ela instruiu no marxismo) e Filippo Turati.
Tendeu-se mais à esquerda política durante a Primeira Guerra Mundial, tornando-se ativa no Movimento de Zimmerwald. Durante a guerra, ela ficou muito tempo em exílio no país neutro Suécia, onde ela era filiada ao movimento Socialista Esquerdista sueco e tornou-se amiga próxima aos líderes comunistas suecos Ture Nerman, Fredrik Ström, Zeth Höglund e Kata Dalström.
Balabanoff juntou-se ao Partido Bolchevique russo em 1917 e foi secretária do Comintern de 1919 a 1920, trabalhando com Vladimir Lenin, Leon Trotsky, Grigory Zinoviev, Emma Goldman e muitos outros. Ela rompeu com os bolcheviques e deixou a Rússia em 1922, filiando-se aos Socialistas Italianos, juntando-se a Giacinto Menotti Serrati em sua recusa de aceitar algumas das obediências demandadas pelo Comintern.

## Oposição ao Stalinismo e Fascismo
Ela retornou à Itália, onde liderou o grupo Maximalista, mesmo depois de Serrati deixar sua antiga causa, em ordem para reingressar aos comunistas. A ascensão do Fascismo levou-a a refugiar-se na Suíça. Depois, mudou-se para Paris, e logo após, Nova Iorque, retornando à Itália após a Segunda Guerra Mundial.
Após 1947, Balabanoff juntou-se a Giuseppe Saragat após sua recusa de aceitar a aliança do PSI com o Partido Comunista Italiano, e ela uniu-se ao Partido Socialista dos Trabalhadores, que tornou-se o Partido Socialista Democrático Italiano (após incluir o Partido Socialista Unido).